# Twisted Lake
Twisted Lake är en sjö i Antarktis. Den ligger i Sydorkneyöarna. Argentina och Storbritannien gör anspråk på området. Twisted Lake ligger 84 meter över havet. Den ligger på ön Signy. Twisted Lake ligger vid sjön Bothy Lake.
I övrigt finns följande vid Twisted Lake:
- Bothy Lake (en sjö)